# Riviera-Express

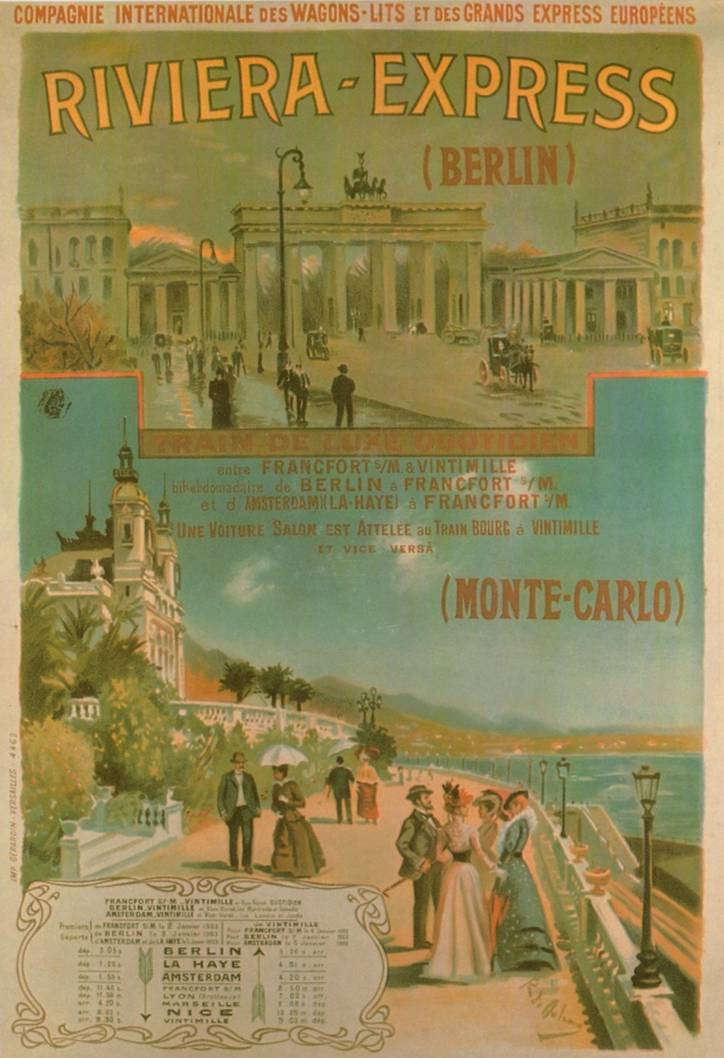
Werbeplakat für den Riviera-Express aus dem Jahr 1903

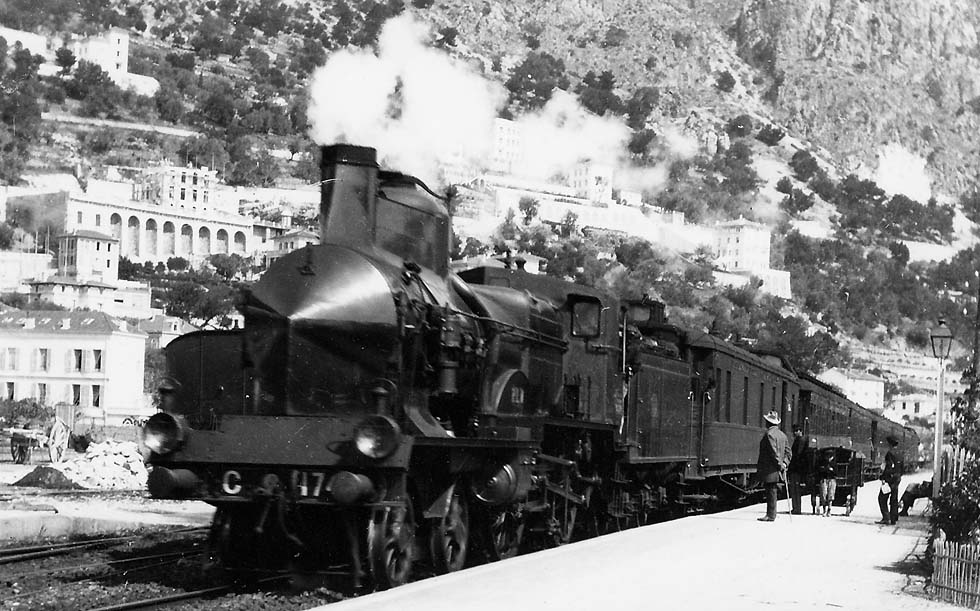
Der Riviera-Express hinter einer PLM-Lokomotive 1907 im Bahnhof von Beaulieu-sur-Mer

Als Riviera-Express wurden mehrere Fernzüge bezeichnet, die zwischen 1900 und 1993 von diversen Städten im nördlichen Mittel- und Westeuropa (Amsterdam, Berlin, Dortmund) zur Riviera fuhren. Bis 1939 war der Riviera-Express ein von der Compagnie Internationale des Wagons-Lits (CIWL) betriebener Luxuszug zwischen Berlin und der Riviera und galt als einer der bekanntesten Luxuszüge.

## 1900 bis 1914

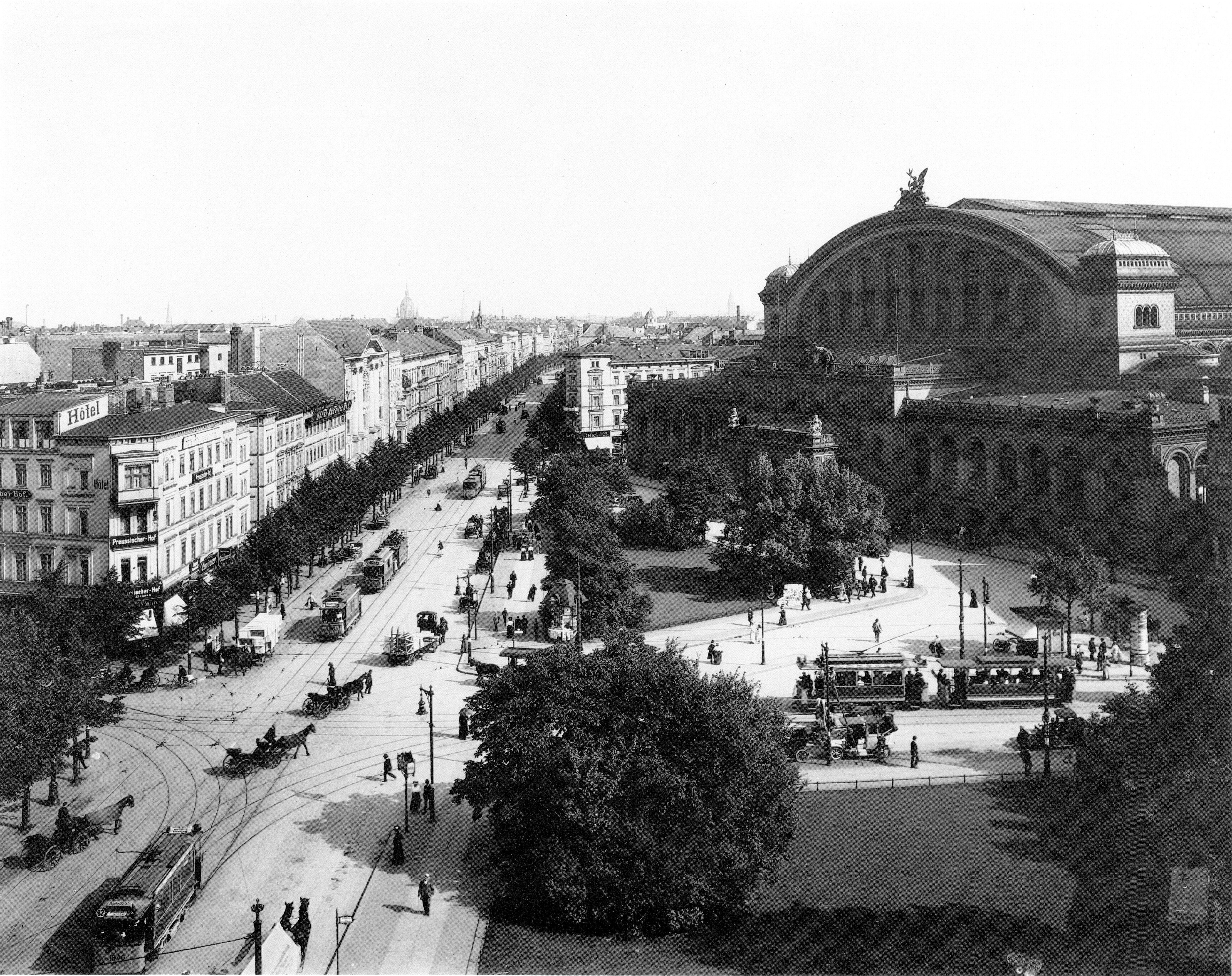
Der Anhalter Bahnhof in Berlin, Startbahnhof des Riviera-Express von 1900 bis 1914 und 1931 bis 1939

### Vorgeschichte
Die Preußischen Staatseisenbahnen hatten seit etwa Mitte der 1880er Jahre ihre mit der Compagnie Internationale des Wagons-Lits abgeschlossenen Verträge auslaufen lassen, keine neuen mehr abgeschlossen und eigene Schlafwagendienste aufgebaut. Sie hatten sich zudem aktiv gegen einen weiteren Ausbau des CIWL-Netzes eingesetzt und die Einführung weiterer Luxuszüge nach dem Vorbild des Orient-Express verhindert. Erst Mitte der 1890er Jahre erreichte die CIWL eine Änderung dieser Politik und konnte 1896 den Nord-Express als ersten Luxuszug über Berlin führen. Ein Jahr später folgte der Nord-Süd-Brenner-Express ab Berlin, der allerdings aufgrund der ablehnenden Haltung der italienischen Rete Adriatica über die Brennerbahn nur bis Verona fuhr, gerade mal rund 50 km südlich des damaligen österreichischen Grenzbahnhofs in Ala. Dennoch erwies sich der Zug wie auch der Nord-Express als wirtschaftlicher Erfolg, der auch bei den Preußischen Staatsbahnen positiv vermerkt wurde und zu einer Änderung der bisherigen Politik gegenüber der CIWL führte.
Nunmehr setzte sich die KED Berlin gemeinsam mit der CIWL aktiv für den Ausbau des Netzes der ab Berlin fahrenden Luxuszüge ein. Zunächst sollte ein zweiter Luxuszug von Berlin nach Italien fahren, und zwar über die Gotthardbahn nach Mailand. Die Gotthardbahn-Gesellschaft lehnte jedoch eine Befassung mit dieser Planung der CIWL zunächst ab, sie favorisierte ihren eigenen Gotthard-Express von Basel nach Mailand. Inzwischen hatte die CIWL es geschafft, den Nord-Süd-Brenner-Express bis Mailand zu verlängern, sie verlor daher auch das Interesse an einem Rivierazug über den Gotthard. Stattdessen nahm sie Verhandlungen mit der Paris-Lyon-Méditerranée (PLM) auf, die großes Interesse an einem Zug von Berlin an die Riviera zeigte.

### Einführung des Riviera-Express
Erstmals fuhr der zunächst als Riviera-Berlin-Express bezeichnete Luxuszug von Berlin über Erfurt, Frankfurt am Main, Ludwigshafen, Straßburg, Belfort, Lyon und Marseille nach Ventimiglia schließlich am 3. Dezember 1900. Die Planung scheint relativ kurzfristig erfolgt zu sein, noch im Reichskursbuch für November und Dezember dieses Jahres ist der Zug nicht enthalten. Der formelle Vertrag zwischen der CIWL und den beteiligten Bahnverwaltungen wurde erst am 8. November 1901 von Georges Nagelmackers, dem CIWL-Generaldirektor und am 5. Dezember des gleichen Jahres vom Präsidenten der für den Riviera-Express als geschäftsführende Direktion vorgesehenen KED Frankfurt in Vertretung aller beteiligten Bahnen unterzeichnet. Der Zug sollte nur im Winter und dem zeitigen Frühjahr fahren, der damaligen Hauptsaison an der Riviera.
Ab 1. Dezember 1901 fuhr der nunmehr als Riviera-Express bezeichnete Zug in zwei Zugläufen von Berlin bzw. Amsterdam über Frankfurt und ab dort gemeinsam weiter über Ludwigshafen, Straßburg und Lyon an die Riviera bis Menton. Der Vertrag sah zwar einen täglichen Verkehr und eine gemeinsame Führung ab Frankfurt vor, zunächst verkehrten jedoch der Amsterdamer und der Berliner Zug jeweils nur an zwei unterschiedlichen Wochentagen. An drei Wochentagen begann der Zug erst in Frankfurt, wobei im Laufe der Jahre der Anteil der in Berlin beginnenden Züge erhöht wurde. Ab dem 31. Dezember 1905 verkehrte der Zug ab Berlin täglich und wurde nunmehr ab Frankfurt wie bereits 1901 vorgesehen gemeinsam mit dem weiterhin nur an zwei Wochentagen verkehrenden Amsterdamer Zugteil bis Ventimiglia geführt. In Deutschland erhielt der Berliner Zugteil die Zugnummer L 20/19, die auch der vereinigte Zug bis zum damaligen Grenzbahnhof nach Frankreich in Altmünsterol führte. Die niederländischen Staatsspoorwegen bezeichneten den Amsterdamer Zugteil als L 31/32, ab dem Grenzbahnhof Emmerich führte er die Nummern L 178/177. Der Name Riviera-Express war von der CIWL zuvor in den Wintern 1897/98 und 1898/99 kurzzeitig für einen Salonwagenzug zwischen Marseille und Menton verwendet worden.
Gegenüber dem Nord-Süd-Brenner-Express, der inzwischen auch bis an die Riviera fuhr, wies der Riviera-Express trotz der mit 1.819 km bis Nizza deutlich längeren Strecke eine günstigere Fahrtlage auf. Er fuhr bereits am Nachmittag in Berlin am Anhalter Bahnhof ab und brachte die Fahrgäste mit nur einer Nachtfahrt nach Cannes und Nizza, die am Folgetag zwischen 19 und 20 Uhr erreicht wurden. Der Nord-Süd-Brenner-Express fuhr zwar erst spät am Abend ab, benötigte dafür aber zwei Nachtfahrten. Eine Fahrt von Berlin bis Cannes und zurück mit dem Riviera-Express kostete 1904 einschließlich aller Zuschläge immerhin 418,40 Goldmark – etwa das halbe durchschnittliche Jahreseinkommen eines deutschen Arbeiters um 1900.
Im Vertrag von 1901 war auch die Zugbildung geregelt worden. Wie alle Luxuszüge der CIWL vor 1914 bestand der Riviera-Express aus Schlafwagen, Speisewagen und Gepäckwagen, er führte ausschließlich die 1. Klasse. Der Amsterdamer Zugteil erhielt zudem einen ab Den Haag verkehrenden Salonwagen, der allerdings nur auf dem Tagesabschnitt bis Frankfurt mitgeführt wurde. Ein weiterer Salonwagen wurde ab 1902 auf der PLM-Strecke von Bourg-en-Bresse bis Ventimiglia eingesetzt. Die Gepäckwagen dienten nicht nur dem Gepäcktransport der Fahrgäste, die CIWL nutzte sie auch, um frische Schnittblumen nach Deutschland zu liefern. Zu den eingesetzten Lokomotiven sind keine Details mehr bekannt.

### Riviera- und Lloyd-Express

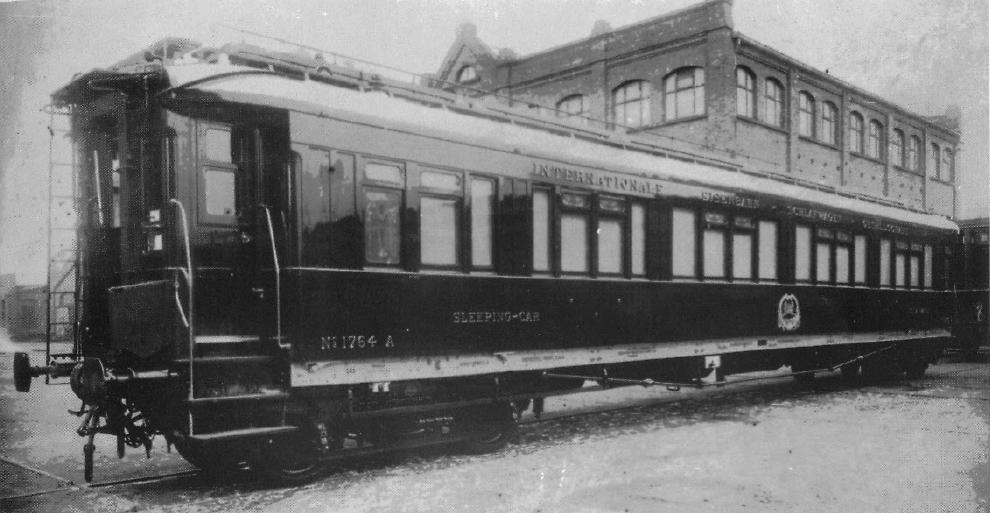
Typischer Teakholz-Schlafwagen der CIWL aus dem Jahr 1908

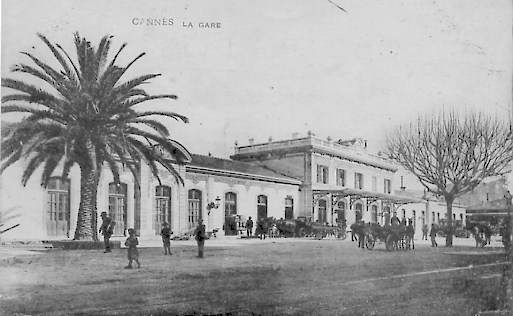
Der Bahnhof Cannes-Ville, Ziel des Riviera-Express vor den Weltkriegen

Am 30. April 1911 verkehrte der Riviera-Express zum letzten Mal unter diesem Namen. Er wurde ab dem Winter 1911/12 zwischen Duisburg bzw. Frankfurt und Mülhausen mit dem 1908 zwischen Altona und Genua eingeführten und als Boat train zu den Schiffen des Norddeutschen Lloyd ganzjährig verkehrenden Lloyd-Express zusammengelegt und neu als Lloyd- und Riviera-Express bezeichnet. Während die Zugnummern L 20/19 für den Berliner Zugteil unverändert blieben, erhielt der Amsterdamer Zugteil auf dem deutschen Abschnitt die neuen Nummern L 174/173.
War der Lloyd-Express zuvor ganzjährig gefahren, so wurde der vereinigte Zug nur in der Wintersaison betrieben. Der Flügelzug ab Amsterdam verkehrte in dieser Zeit jetzt ebenfalls täglich, der Salonwagen ab Den Haag wurde durch einen Schlafwagen von Den Haag nach Genua ersetzt, wohin nun auch ein Schlafwagen ab Berlin geführt wurde. Ebenfalls ergänzt wurde ein Schlafwagen von Berlin nach Chur sowie ein Schlafwagen von Altona nach Ventimiglia. Der Altonaer Zugteil wurde bereits in Duisburg zugestellt. Mit insgesamt neun Schlafwagen und zwei Gepäckwagen war der Lloyd- und Riviera-Express der längste und schwerste Luxuszug der CIWL in den Jahren vor dem Ersten Weltkrieg. In dieser Führung verkehrte der Zug nun die folgenden drei Jahre, jeweils in der Wintersaison von Januar bis April. Am 30. April 1914 verkehrte der Lloyd- und Riviera-Express zum letzten Mal vor Ausbruch des Ersten Weltkriegs. Zwar hatten CIWL und Norddeutscher Lloyd noch im Mai 1914 den Wegfall des Zugteils ab Altona vereinbart, der Krieg verhinderte jedoch, dass der Zug im Winter 1914/15 erneut fuhr.

## 1931 bis 1939

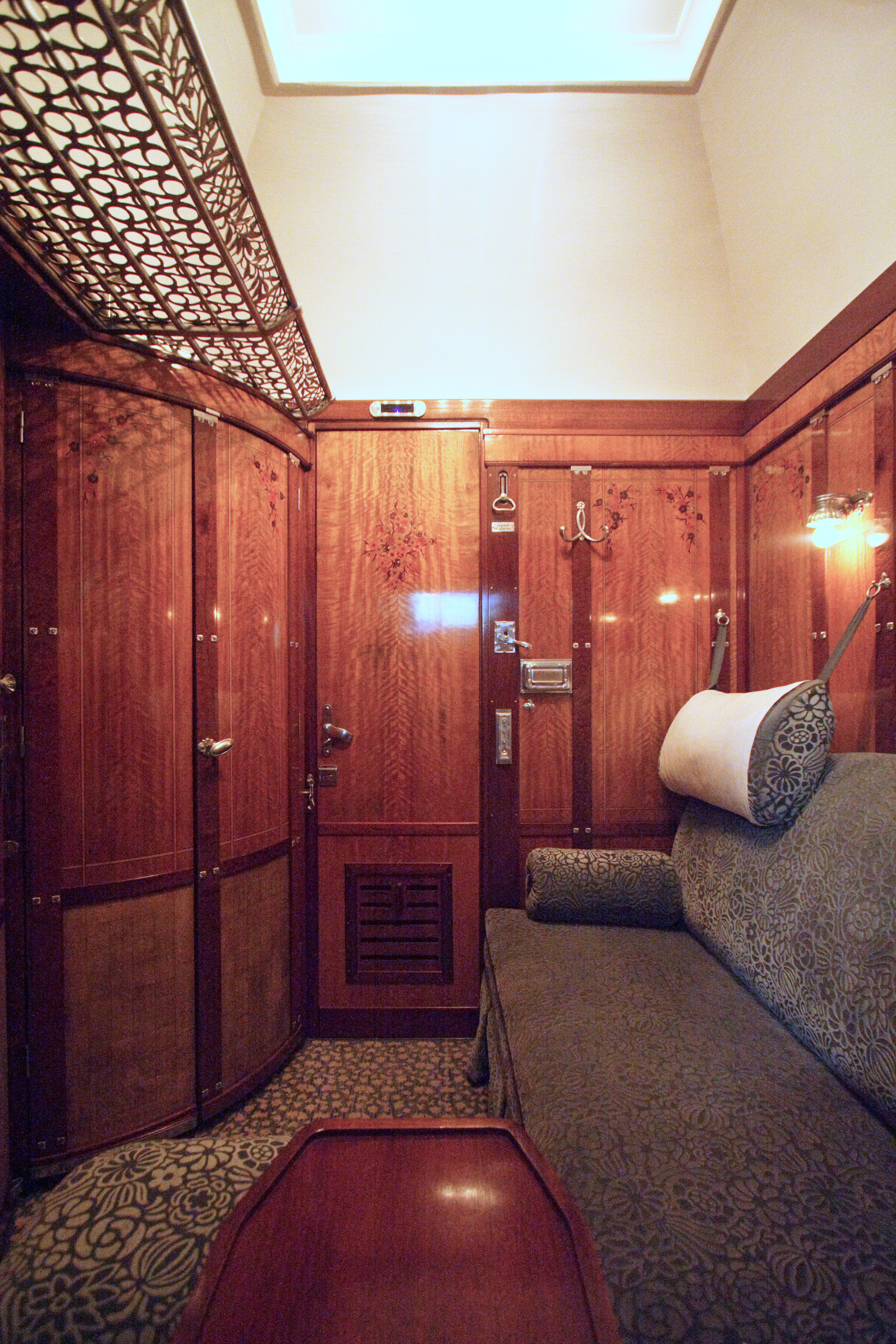
Abteil eines CIWL-Schlafwagens des ab 1929 gebauten Typs Lx, der ab 1931 im Riviera-Express eingesetzt wurde

Nach dem Ersten Weltkrieg blieben die deutschen Kunden für die Riviera zunächst aus. Mit der zunehmenden wirtschaftlichen Erholung wuchs Ende der 1920er Jahre wieder die Nachfrage, so dass auf der Internationalen Fahrplankonferenz 1929 in Warschau die Deutsche Reichsbahn, vertreten durch die Reichsbahndirektion Karlsruhe, die Einführung eines Luxuszuges von Berlin an die Riviera und nach Italien beantragte. Die CIWL reagierte auf den Antrag positiv und die Einführung wurde beschlossen, zog sich aber aufgrund der komplizierten Fahrplanabstimmungen noch über ein Jahr hin.
Trotz der zwischenzeitlich eingetretenen Weltwirtschaftskrise fuhr am 3. Januar 1931 erstmals der neue Riviera-Napoli-Express ab Berlin Anhalter Bahnhof nach Cannes mit Zugteil nach Neapel. Auf dem Anhalter Bahnhof gab es eine Einweihungsfeier mit geladenen Gästen, den Abfahrtsauftrag erteilte der damalige Reichsbahn-Generaldirektor Julius Dorpmüller.
Im Unterschied zum Vorkriegszug lief der Zug nicht mehr über Lyon und die Strecken der PLM, sondern über Basel und die Gotthardbahn. Zunächst verkehrte der neue Zug dreimal pro Woche, er erhielt neben den namensgebenden Zugteilen von Berlin an die Riviera (bis Cannes) und nach Neapel auch einen Schlafwagen nach Rapallo und je einen Schlafwagen von Amsterdam nach Ventimiglia und nach Neapel. Der Berliner und der Amsterdamer Zugteil wurden auf der Hinfahrt in Mannheim gekoppelt, auf der Rückfahrt dagegen in Darmstadt getrennt. Nördlich von Köln fuhr der Zug in Richtung Amsterdam über die Linksniederrheinische Strecke und den Grenzbahnhof Kranenburg, während er in Gegenrichtung die Strecke über Emmerich und Duisburg befuhr. In Mailand erfolgte die Trennung bzw. Vereinigung der Zugteile nach Neapel und zur Riviera, letzterer wiederum wurde entlang der Riviera mit dem von Wien kommenden Wien–San Remo–Nizza–Cannes–Express vereint geführt. Von Berlin bis Neapel lief der Zug damit über eine Strecke von fast 2.200 km. Abgesehen von den durchgehenden Schlaf- und Gepäckwagen führten alle Zugteile nördlich von Basel und südlich von Mailand jeweils einen Speisewagen. Im Unterschied zur Zeit vor dem Ersten Weltkrieg führten die Schlafwagen nicht nur die 1., sondern auch die 2. Klasse.
Zunächst fuhr der neue Zug nur im Zeitraum von Januar bis April 1931. Die Direktion Karlsruhe als geschäftsführende Direktion des Zuges registrierte bald eine recht gute Besetzung, worauf die Laufzeit 1932 bis Ende Mai ausgedehnt wurde. Der schwach gefragte Schlafwagen nach Rapallo wurde allerdings zugunsten eines weiteren Schlafwagens nach Cannes wieder aufgegeben. Ein Jahr später fuhr der Zug nach der Sommerpause ohne die Zugteile von Amsterdam und nach Neapel nur noch von Berlin nach Cannes, auch die Verkehrstage wurden auf einmal wöchentlich reduziert und der Name auf Riviera-Express geändert. Während der Folgejahre blieb der Zug ein reiner Saisonzug, der nur während der damals an der Riviera wesentlich mehr gefragten Wintersaison jeweils von Januar bis Mai fuhr. Er führte zudem einen Kurswagen nach Rom. Die strikten Devisenkontrollen des Dritten Reichs hatten für einen deutlichen Nachfragerückgang gesorgt. Im Mai 1939 fuhr der Riviera-Express zum letzten Mal, die turnusmäßig vorgesehene Wiederaufnahme des Zuglaufs im Januar 1940 fiel dem Ausbruch des Zweiten Weltkriegs zum Opfer.
Der Riviera-Express war in den 1930er Jahren einer der schnellsten durch Deutschland verkehrenden Fernzüge. 1931 betrug die Fahrtzeit zwischen Berlin und Cannes 28 Stunden und 42 Minuten, was einer Durchschnittsgeschwindigkeit von 70,3 km/h entsprach. Auf den flacheren deutschen Teilabschnitten erreichte der Zug zuletzt an die 100 km/h Reisegeschwindigkeit, so zwischen Berlin und Leipzig oder zwischen Mannheim und Basel. Als Zugnummer erhielt er von der Reichsbahn die bereits vom Vorgänger bis 1914 geführten Nummern L 20/19. Der Amsterdamer Zugteil wurde allerdings in den wenigen Jahren seiner Existenz mit den neuen Nummern L 120/119 im Kursbuch geführt. Die schweizerische SBB und die italienische FS führten ihn bis 1932 als Zug BN/NB, der Namensänderung entsprechend anschließend bis 1939 als Zug BR/RB. Auf dem kurzen französischen Abschnitt bis Cannes bezeichnete die PLM den Zug als L 54/53.
Der Wagenpark des Zuges bestand wie bei allen über Nacht verkehrenden Luxuszügen der CIWL ausschließlich aus Schlaf-, Speise- und Gepäckwagen. In den ersten Jahren führte der Riviera-Neapel-Express bis zu sechs Schlafwagen, nach Einstellung der Zugteile von Amsterdam und nach Neapel in der Regel nur noch drei Schlafwagen. An Lokomotiven wurden von der Reichsbahn zwischen Berlin und Frankfurt während der ganzen Existenz des Zuglaufs die neuen Schnellzugloks der DR-Baureihe 01 eingesetzt, lediglich bei Ausfällen kam auch die DR-Baureihe 39 zum Einsatz. Vor dem Amsterdamer Zugteil wie auch auf dem kurzen Abschnitt zwischen Frankfurt und Mannheim fuhren Loks der DR-Baureihe 17.0-1. Südlich von Mannheim setzte das Bahnbetriebswerk Offenburg bis 1933 die inzwischen als Baureihe 18.3 bezeichnete frühere Badische IV h ein, danach ebenfalls die Baureihe 01. Die SBB verwendeten planmäßig ihre SBB Ae 4/7, während die FS westlich von Genua ihre verschiedenen Dreiphasenwechselstromloks einsetzte.

## Nach dem Zweiten Weltkrieg
Der Riviera-Express als Luxuszug von Berlin zur Riviera wurde nach Ende des Zweiten Weltkriegs nicht wieder eingeführt. Nachdem in den 1950er Jahren der Tourismus nach Italien und ans Mittelmeer erheblich zunahm, führten die CIWL und die beteiligten Staatsbahnen 1957 den Riviera-Express wieder ein, nun allerdings als normalen Schnellzug von Köln über den Gotthard nach Ventimiglia. Die französische Riviera, ursprünglich Hauptziel des Riviera-Express, wurde damit nicht mehr erreicht. 1958 wurde der Zuglauf bis Amsterdam ausgedehnt. Zusätzlich erhielt der Zug 1969 Kurswagen ab Dortmund und wurde als reiner Schlaf- und Liegewagenzug geführt. Zeitweilig wurde der Zug zwischen Frankfurt und Mailand mit dem Italia-Express von Stockholm nach Rom gekoppelt. In den 1970er Jahren wechselte der nördliche Startbahnhof mehrfach zwischen Dortmund und Amsterdam. Seit 1971 führte der Zug einheitlich die Zugnummer D 205/206. 1957 bis 1960 gab es unter dem gleichen Namen auch einen Flügelzug ab Hamburg, der in Karlsruhe mit dem Zugstamm vereinigt wurde. Ab 1960 gab es anstelle dessen einen Kurswagenaustausch mit dem Italia-Express Stockholm/Kopenhagen – Hamburg – Basel – Mailand – Rom.
Zuletzt wurde der Riviera-Express seit 1989 als Saisonzug nur noch im Sommerfahrplan und mit eingeschränkten Verkehrstagen gefahren, erkennbar auch an der um eine Tausenderstelle erhöhten Zugnummer D 1205/1206. Im Sommerfahrplan 1993 verkehrte er noch ab Dortmund an Freitagen vom 23. Mai bis 24. September, von Dortmund bis Karlsruhe gemeinsam mit dem Italia-Express nach Rom. In der Gegenrichtung fuhr der Zug jeweils an Samstagen in Ventimiglia ab. Mit dem Sommerfahrplan 1994 wurde der Name Riviera-Express und der Zuglauf bis Ventimiglia aufgegeben. 1998 lebte der Name für einen Zuglauf Köln – Pisa wieder auf, 1999 verkehrte er nach Livorno statt Pisa. 2000 wurde er als Urlaubsexpress geführt, und im Dezember 2002 endgültig aufgegeben.